# 金山宣夫
金山宣夫（かなやま のぶお、1936年8月4日 - ）は、同時通訳の先駆者、国際適応学・異文化社会学の提唱者、多くの企業での国際適応訓練の指導者、文明評論家、元東洋学園大学人文・経営両学部教授。

## 来歴・人物
- 1960年 ： 東京外語大学外国語学部英米科卒
- 1960年 - 1964年 ： 株式会社新潟鐵工
- 1964年 - 1968年 ： 財団法人日本生産性本部国際研修室
- 1966年 - 1969年 ： 日米会話学院同時通訳科講師
- 1968年 - 1969年 ： 多摩美術大学講師
- 1969年 - 1970年 ： ハワイ大学アジア太平洋語学部講師
- 1970年 - 1974年 ： 財団法人日本総合研究所国際部長
- 1971年 - 1973年 ： 立教大学社会学部講師
- 1974年 - 1975年 ： 日露交流計画経営コース・ディレクター
- 1977年 - 1991年 ： 東和大学国際教育研究所教授
- 1980年 - 1981年 ： ラトローブ大学社会学部客員研究員
- 1984年 - 1985年 ： 筑波大学比較文化学部講師
- 1985年 - 1988年 ： 国際大学大学院国際関係研究科講師
- 1991年 ： 文部省大学設置審議会教員組織審査判定教授合格
- 1992年 - 1993年 ： 東洋女子短期大学兼任講師
- 1992年 - 1995年 ： 青山学院大学兼任講師
- 1992年 - 2002年 ： 東洋学園大学人文学部教授
- 2002年 - 2006年 ： 東洋学園大学現代経営学部教授、人文学部教授

金山宣夫公式ホームページより記載

## 主要著書
- 『謎の隣人　北朝鮮』（単著）1997年7月、広済堂出版
（「金王朝」支配下の北朝鮮を「コンリート・マスゲーム専制」体制の「スペクタクル国家」として分析、308頁）
North Korea: The Enigmatic Neighbor, 1997, Kosaido Shuppan

- 『シツケの文化論』（単著）1995年6月、大修館書店
（若者の行動をめぐる事例を多く紹介しつつ、人間を社会の一員として育てる過程としてのシツケを論じる、324頁）
The Culture of Good Disciplining, 1995, Taishukan Shoten

- 『ヒーローの文化論−異文化と国際関係』（単著）1993年11月、角川書店〈角川選書〉
（ヒーローを見て生きる動物である人間の欲望と不安を映し出す鏡としてのモデル的人物をめぐる比較文化社会論、208頁）
The Culture of Heroes, 1993, Kadokawa Shoten

- 『日本人という生き方−一つの異文化の研究』（単著） 1993年6月、三嶺書房
（日本人の前近代から超近代への進行の姿を比較社会的視野に 浮かびあがらせる、231頁）
Living as the Japanese, 1993, Sanrei Shobo

- 『旧ソ連ウォッチング』（単著）1992年11月、社会思想社〈教養文庫〉
（旧ソ連に多角的に光をあて、日本などと比較しつつ改革のあり方を検討、286頁）
Watching the Former USSR, 1992, Shakai Shiso Sha

- 『東ヨーロッパのゆくえ』（単著）1992年8月、丸善出版事業部〈丸善ライブラリー〉
（民主化ドミノ以後の東欧諸国の動向を文化的背景とともに分析、215頁）
Whither the Eastern Europe?, 1992, Maruzen

- 『"ロシア帝国"の民族反乱』（単著）1992年8月、三一書房〈三一新書〉
（中央アジアとザカフカスを中心にして旧ソ連の民族問題を複眼的に概観、215頁）
Ethnic Revolts in the Former Russian Empire, 1992, San'ichi Shobo

- 『援助大国ニッポンに始まる改革』（単著）1990年8月、三嶺書房
（開発援助を中心に日本の国際関係の全域にわたる分析と提言、291頁）
Reformation Starting from the Big Assisiting Nation of Japan, 1990, Sanrei Shobo

- 『比較文化のおもしろさ』（単著）1989年10月、大修館書店
（匂いの意味から国際交渉法まで、多様な文化の諸相への案内、266頁）
The Interests of Comparative Culture, 1989, Taishu-Kan Shoten

- 『日本と中国"どこが違うか"事典』（単著）1989年8月、日本実業出版社
（直接的見聞をもとにして、中国の文化や社会、中国人の生活様式や価値観の深層に及ぶ解説、326頁）
Japanese-Chinese Comparative Socio-Cultural Study, 1989, Nihon Jitsugyo Shuppan-Sha

- 『国際感覚と日本人』（単著）1989年6月、日本放送出版協会〈NHKブックス〉
（日本文化の特殊性、普遍性、合理性を国際的視野から見直し、国際感覚といわれるもののあり方を提示、203頁）
International Mindedness and the Japanese, 1989, NHK Press

- 『トレス海峡諸島の日々』（単著）1989年6月、リクルート出版
（トレス海峡諸島のアイランダー社会におけるフィールドワークの記録、295頁）
The Days on the Torres Strait Islands, 1989, Recruit Shuppan

- 『摩擦大国ニッポンの交渉術−対立の構図を超えて』（単著）1986年4月、日本実業出版社
（国際摩擦の意味とそれへの対処の文明論的検討、253頁）
Japanese Negotiation through International Conflicts, 1986, Nihon Jitsugyo Shuppan-Sha

- 『小村寿太郎とポーツマス−ロシアに"外交"で勝った男』（単著）1984年12月、PHP研究所
（ポーツマス講和の外交史および国際コミュニケーションの観点からの分析、295頁）
Komura Jutaro in Portsmouth, 1984, PHP Institute

- 『日本の組織・アメリカの組織−人びとのまとまり方はどのように異なるのか』（単著）1984年5月、PHP研究所〈21世紀図書館〉
（新しい二つのモデルによる組織の比較文明論、189頁）
The Organizations of Japan and the US, 1984, PHP Institute

- 『世界20カ国ノンバーバル事典』（単著）1983年9月、研究社出版
（国際調査に基づく手振り・身振りの意味の比較、280頁）
Nonverbals in Twenty Countries, 1983, Kenkyu-Sha Shuppan

- 『文明への挑戦−経済摩擦を逆手にとれ』（単著）1983年7月、三修社
（日本の国際関係の死角にあって見逃されてきた要素の指摘、207頁）
Civilizational Challenge, 1983, Sanshu Sha

- 『比較生活文化事典（5）日本・韓国・台湾』（単著）1983年4月、大修館書店
（共通の300項目による文化的特徴の比較、254頁）
Comparative List of Cultural Traits − Japan, Korea, and Taiwan, 1979,Taishu-Kan Shoten

- 『比較生活文化事典（4）日本・オーストラリア・カナダ』（単著）1983年4月、大修館書店
（共通の300項目による文化的特徴の比較、276頁）
Comparative List of Cultural Traits − Japan, Australia, and Canada, 1979, Taishu-Kan Shoten

- 『日本経済の深層心理−なぜ原子炉起工式にお祓いをするか』（単著）1981年10月、光文社〈カッパ・ビジネス〉
（日本文化の深層で近代化の力になった伝統的要素の指摘．237頁）
The Deep Structure of Japanese Economy, 1981, Kobun Do

- 『ビジネスマンの国際感覚−文際人のすすめ』（単著）1980年5月、同友館
（国際化時代に対応する問題意識の枠組みと実践的心得、224頁）
International-Minded Businessmen, 1980, Doyu Kan

- 『もう一つの文明−モンゴルからの報告』（単著）1979年12月、三修社〈海外〉
（内陸アジアの遊牧社会の多角的・総合的研究、235頁）
Another Civilization of Mongolia, 1979, Sanshu Sha

- 『新・文化立国論−文化の違いを力に変える』（単著）1979年11月、産業能率大学出版部
（文化による日本の安全保障を論証、253頁）
Culture-Based Statehood, 1979, San'no Institute of Business Administration Press

- 『自前の思考−企業中心文化の反省』（単著）1979年7月、同文館出版
（企業に見る文化的矛盾とその対処、274頁）
Corporate Centrism Reflected, 1979, Dobun-Kan Shuppan

- 『比較生活文化事典（3）イギリス・エジプト・インドネシア』（単著）1979年2月、大修館書店
（共通の300項目による文化的特徴の比較、346頁）
Comparative List of Cultural Traits − UK, Egypt, and Indonesia, 1979,Taishu-Kan Shoten

- 『比較生活文化事典（2）中国・ホンコン』（単著）1979年2月、大修館書店
（共通の300項目による文化的特徴の比較、367頁）
Comparative List of Cultural Traits − China and Hong Kong, 1979, Taishu- Kan Shoten

- 『日本人と中国人』（単著）1978年11月、三省堂〈三省堂選書〉
（中国人の生活文化と日中関係のあり方、207頁）
The Japanese and Chinese, 1978, Sansei Do

- 『経営言語の研究』（単著）1978年8月、同文館出版
（日本の企業経営を題材とした文明論、247頁）
Study on Management Language, 1978, Dobun-Kan Shuppan

- 『国際適応訓練マニュアル』（単著）1978年5月、産業能率短期大学出版部
（各種の訓練手法をおりまぜて体系化、179頁）
The Manual of Training in Adaptology: System-cum-Counseling, 1978,Institute of Business Administration and Management Press

- 『比較生活文化事典（1）日本・アメリカ・メキシコ』（単著）1977年11月、大修館書店
（共通の300項目による文化的特徴の比較、327頁）
Comparative List of Cultural Traits − Japan, US, and Mexico, 1977,Taishu-Kan Shoten

- 『国際人材論−異文化の国境をどう越えるか』（単著）1977年7月、プレジデント社
（国際化に対処すべき実践的方法、206頁）
Going over Cultural Barriers, 1977, Purejidento Sha

- 『文化の衝撃−国際化時代の日本人』（単著）1976年9月、研究社出版
（生活様式や価値観の比較、327頁）
Culture Shocks, 1976, Kenkyu-Sha Shuppan

- 『国際交渉−異文化理解のために』（単著）1975年7月、中央公論社〈中公新書〉
（国際交渉のあり方を異文化接触の実例を通じて論述、202頁）
International Negotiation, 1975, Chuo Koron Sha

- 『海外活動の心得−異文化間コミュニケーションへのかけ橋』（単著）1974年11月、産業能率短期大学出版部
（異文化間コミュニケーションの具体的問題とその対処、274頁）
Guide for Overseas Activities, 1974, Institute of Business Administrationand Management Press

- 『世界のビジネスマンとつきあう法−47カ国タブーとテクニック集』（トレドピア編集部と共著）1973年4月、ダイヤモンド社〈エグゼクティブブック〉
（ビジネス慣習についての国際調査の結果、担当部分46頁／全体233頁）
How to Do Business All the World Over, 1973, Daiyamondo Sha (co-authored)

- 『日本モザイク社会−人間的未来への問い』（林雄二郎氏と共著）1973年4月、ダイヤモンド社〈現代叢書〉
（同質社会の異質化のなかでの文化や技術、担当部分182頁＋対談／全体255頁）
Japanese Mosaic Society, 1973, Daiyamondo Sha (co-authored)

- 『異質化社会の経営』（単著）1973年2月、ダイヤモンド社
（複数の価値基準が併存する社会のなかでの企業の役割、253頁）
Management in a Heterogeneous Society, 1973, Daiyamondo Sha

- 『日本人の再発見』（神島二郎、土居健郎ほかと共著）1972年11月、弘文堂
（社会文化的・歴史的に見た日本人の諸相、担当部分36頁＋シンポジウム／全体258頁）
The Japanese Rediscovered, 1972, Kobun Do (co-authored)

- 『企業の国際行動−意識革命をどう進めるか』（白根礼吉と共著）1972年6月、実業之日本社〈同社創業75周年記念出版〉
（社会変化に伴う企業の新しい課題、担当部分237頁／全体269頁）
International Dimensions of Business Management, 1972, Jitsugyo no NihonSha (co-authored)

- 『国際適応学入門−劣等感と優越感の国際関係論』（単著）1971年7月、サイマル出版会
（日本人の国際適応性の吟味と国際適応学の提唱、253頁）
Introduction to Adaptology, 1971, Simul Press

- 『通訳−英会話から同時通訳まで』（国広正雄、西山千と共著）1969年11月、日本放送出版協会
（通訳の理論と実際、担当部分154頁／全体230頁＋フォノシート4枚）
Interetretation, 1969, NHK Press (co-authored)

- 『世界を相手にする経営−海外活動の成功法則』（単著）1969年11月、文芸春秋社〈文春ビジネス〉
（国際企業活動の文化的側面と今後の対処、226頁）
Business Operations in Cross-Cultural Contexts, 1969, Bungei Shunju Sha

- 『国際人の条件−自由化時代のコミュニケーション』（単著）1968年9月、南雲堂
（日本人のコミュニケーションの特徴と国際活動のヒント、223頁）
Communication in Interenational Relations, 1968, Nan'un Do

- 『英語通訳ハンドブック−日本でもっとも必要な技能』（単著）1964年6月、原書房
（通訳技術を英語用法とともに解説、162頁）
English Interpreters' Handbook, 1964, Hara Shobo

- 『会議英語の常識−商談から国際会議まで』（単著）1964年3月、原書房
（会議を通して英語の用い方を実際的に説明、190頁）
Ｉntroduction to Conference English, 1964, Hara Shobo

※金山宣夫公式ホームページより記載

## テキスト
- 『異文化適応能力開発コース〔II〕』〔単著〕1978年2月，ジェムコ日本経営　（145頁）
Culutural Adaptability Development Course [II], 1987, Jemco

- 『異文化適応能力開発コース〔Ｉ〕』〔単著〕1978年1月，ジェムコ日本経営（169頁）
Culutural Adaptability Development Course [I], 1987, Jemco
- 事例研究』〔単著〕1986年7月，産業能率短期大学
（「異文化適応」コース用テキスト別巻，112頁）

- Case Studies, 1986, Sanno Institute of Business Administration
- 『異文化との交渉』〔単著〕1986年7月，産業能率短期大学
「異文化適応」コース用テキスト第4巻，232頁）

- Negotiating vis-a-vis Other Cultures, 1986, Sanno Institute of Business Administration
- 『日本文化と外国文化』〔単著〕1986年6月，産業能率短期大学
（「異文化適応」コース用テキスト第3巻，179頁）

- Japanese Culture and Other Cultures, 1986, Sanno Institute of Business　Administration
- 『文化の見方・考え方』〔単著〕1986年5月，産業能率短期大学
（「異文化適応」コース用テキスト第２巻，154頁）

- How to Observe and Conceive Cultures, 1986, Sanno Institute of Business Administration
- 『異文化適応と表現活動』〔単著〕1986年4月，産業能率短期大学
（「異文化適応」コース用テキスト第1巻，160頁）

- Adapting to Different Cultures and Expressing Activities, 1986, Sanno Institute of Business Administration
- 『国際感覚』〔単著〕1977年，産業能率短期大学（93頁）
Mindedness, 1977, Institute of Business Administration and Management

※金山宣夫公式ホームページより記載

## 学生との「共業」ブックレット
- 『この惑乱のなかに　ハートトゥハート』〔単著〕2007年，文際モジュール
（「未明意識→単純意識→多重意識」などの概念を使って文学の基本要件の「惑乱」を分析,586頁）
In This Bewilderment, Heart-to-Heart,2007, Intercultural Module

- イギリスとアイルランド　ハートトゥハート』〔単著〕2007年，文際モジュール
(アイリシュ海をはさんだイギリスとアイルランドの写真も満載の「ヘボ詩メール集」,308頁）
Britain and Ireland, 2007, Intercultural Module

- 『境界人と越境人　ハートトゥハート』〔単著〕2006年，文際モジュール
異文化のはざまでどう生きるか"境界・越境・元気バネ"をキーコンセプトとして詳説、526頁）
Border Citizens and Border Jumpers, 2006, Intercultural Module

- 『漱石から春樹まで ハートトゥハート』〔単著〕2005年、文際モジュール
（文学作品の読み直しとフィールドワークによる旧満州やイギリスへの異文化の旅の誘い，480頁）
From　Soseki to Haruki，2005，Intercultural　Module

- 『ツッパリ国家 ハートトゥハート』〔単著〕2004年、文際モジュール
（真の民主主義のあり方を考えるために専制や抑圧の実態を明らかにするフィールドノート，445頁）
The　Rebellious　States　Heart-to-Heart，2004，Intercultural　Module

- 『イラン ハートトゥハート』〔単著〕2004年、文際モジュール
（イランの謎めいた事象を深層でとらえ中東の宙づり文明を照射する異文化社会学ノート，394頁）
Iran　Heart-to-Heart，2004，Intercultural　Module

- 『地中海 ハートトゥハート』〔単著〕2003年，文際モジュール
（光の交錯する地中海地域を広く旅しつつ若者を感動の旅にさそう"ヘボ詩メール"集，299頁）
The Mediterranean Sea Heart-to-Heart, 2003, Intercultural Module

- 『旧東がわ ハートトゥハート』〔単著〕2003年，文際モジュール
（東西冷戦時代に"東がわ"と呼ばれた世界の現象とその意味を明らかにする，242頁）
The Former Eastern Bloc Heart-to-Heart, 2003, Intercultural Module

- 『学生一人ひとりと ハートトゥハート』〔単著〕2002年，文際モジュール
（学生一人ひとりと向きあいそのニーズに応え自立を助ける愛の相互反応型教育を提唱，385頁）
Together with Individual Students Heart-to-Heart, 2002, Intercultural Module

- 『アメリカ ハートトゥハート』〔単著〕2002年，文際モジュール
（両アメリカ大陸の複雑で刺激的な現実を多角的に照射する学生あて"ヘボ詩メール"集，398頁）
America Heart-to-Heart, 2002, Intercultural Module

- 『キャンパスライフ ハートトゥハート』〔槇歌奈子と共著〕2001年，文際モジュール
（教師から学生へ学生から教師へとそれぞれ熱い思いをこめたトキメキのメッセージ集，担当部分71頁／全体120頁）
Campus Life Heart-to-Heart, 2001, Intercultural Module

- 『マイファミリー ハートトゥハート』〔単著〕2001年，文際モジュール
（心を開いて家族を紹介し家族への愛を語りつつお互いの理解をはかり生き方を模索する，395頁）
My Family Heart-to-Heart, 2001, Intercultural Module (co-authored)

- 『トレス海峡 ハートトゥハート』〔上田久美子と共著〕2000年，文際モジュール
（教師と学生がともに思いをはせた南海の島じまへの旅行を実現したフィールドノート，担当部分109頁／全体206頁）
Torres Strait Heart-to-Heart, 2000, Intercultural Module (co-authored)

- 『バングラデシュ ハートトゥハート』〔フットワーカーズと共著〕1997年，ワイルドワールド
（心身ともにフットワークの伸びやかな学生とともに手作りした体験・感動記，担当部分62頁／全体267頁）
Bangladesh Heart-to-Heart, 1997, Wild World (co-authored)

※金山宣夫公式ホームページより記載

## 英文刊行物
- Understanding the Japanese: Some International Contexts, 1975, Japan International Cooperation Agency (16 pp)
- Japan in a Cross-Culutural Context, 1974, Overseas Technical Cooperation Agency (16 pp)
- New Dimensions: Measuring a Mosaic Society, 1971, Japan Research Institute (54 pp)
- Japanese Adaptation to Modern Management: an Aspect of Industrial Development in 100 years, 1967, Japan Productivity Center (123 pp)

☆上記以外の英文著作 
- he Moon and the Woman (drama written for and staged by the English- Speaking Society of the Tokyo University of Foreign Studies in 1962)

※金山宣夫公式ホームページより記載

## 雑誌論文など
監修・編集
- 『セフコム・コミュニケーション・シリーズ』（コンピュータを利用した英語教授 学習体系）1983年、クロスコンチネンタル
Cefucom Communication Series
（computer-aided English teaching and learning system）, 1983, Cross Continental Inc.

- 『アメリカの再検証』（現代のエスプリ）1983年6月、至文堂
America Re-Examined, 1983, Shibun Do

- 『アメリカ人と日本人』（現代のエスプリ）1982年9月、至文堂
Americans and the Japanese, 1982, Shibun Do

- 『中国人と日本人』（現代のエスプリ）1981年1月、至文堂
The Chinese and the Japanese, 1981, Shibun Do

- 『外国ビジネスマンと商談を円滑にすすめるには』1980年1月、政経研究所
How to Negotiate Smoothly with Foreign Businessmen, 1980, Seikei Kenkyusho

- 「会社博動館」（『就職ジャーナル』1979年8〜11月号、80年5〜6月号に連載）、日本リクルートセンター

'Corporate Dynamuseum', in Shushoku Janaru, August 〜November 1979,May〜June 1980, Nihon Rikuruto Senta
- 『国際コミュニケーション』（現代のエスプリ）1979年8月、至文堂
International Communication, 1979, Shibun Do

- 『通訳訓練テープ講座』（カセットテープＣ−60×30本、教本10冊）1976年4月、日本通訳協会
Interpreters Training Tape Course, 1976, Nihon Tsuyaku Kyokai

- 『海外派遣のためのビジネス心得』（全2巻）1974年10・11月、池田書店
Business Know-How for Overseas Operations, 1974, Ikeda Shoten

※金山宣夫公式ホームページより記載

## 文庫収録
- 『ハーバード流交渉術−イエスを言わせる方法』〔共訳〕（三笠文庫）1990年1月、三笠書房
- 『もう一つの文明−モンゴルからの報告』〔単著〕（異文化を知る一冊） 1983年5月、三修社

※金山宣夫公式ホームページより記載

## 論文収録
- 「日本と外国 〜文化の違いを知ろう」（生活習慣や文化の違いの説明、担当部分7頁／全体733頁）
＜『オーロラ和英辞典』2002年1月、旺文社

- 「内山完造」「小村寿太郎」「新渡戸稲造」「陸奥宗光」
（それぞれの歴史上の人物についての概略的伝記、各1頁未満／全体1178頁）
＜『世界人物逸話事典』1996年2月、角川書店

- 「現代世界の宗教紛争構図」（「宗教戦争」と呼ばれる現象などの実像を探る、担当部分9頁／全体384頁）
＜『世界の宗教と神話伝説百科』1995年11月、新人物往来社

- 「海外ビジネスの勘どころ」（海外ビジネス成功のポイントとしての異文化理解法、担当部分8頁／全体1291頁）
「世界のビジネス風土慣習をチェックする」（各国の対日感情、ビジネス慣習の特色とその活用法、担当部分9頁／全体1291頁）
＜『営業マニュアル事典』1995年6月、産業調査会

- "Body Language and Non-Vocal Communication in Japan and the West", inJapanese Society Today, ed by K. Ishido et al, 1995, Central Queensland University Press
（非言語的言語の日欧比較論、担当部分8頁／全体250頁）

- 「新しい時代の日本企業」（環境変化のなかの開放型システムの構築を論じる、担当部分8頁／全体85頁）
＜『ケースに学ぶ実践リーダーコース＜業績達成＞』1993年4月、総合労働研究所

- 「現代世界の宗教紛争構図」（「宗教戦争」と呼ばれる現象などの実像を探る、担当部分6頁／全体264頁）
＜『世界の宗教』1993年2月、新人物往来社

- 「異文化と近代化」（輪タクや屋台を通して近代化の功罪を論じる、担当部分16頁／全体279頁）
＜『異文化間関係学の現在』1992年5月、金子書房（星野命氏編）

- 「つつましやかなノリを手軽に経験する装置としての小宇宙」
（パチンコによる日本文化論と脱工業文明論、担当部分21頁／全体215頁）
＜『パチンコけんけん学々』1990年12月、善本社（亀井俊介氏編）

- 「日本的経営を超える新しい世界的システムを」（「日本的経営」や「減量経営」以後を模索する、担当部分2頁／全体317頁）
＜『二十一世紀労働社会への提言』1988年9月、産業労働調査所

- 「知交時代に羽ばたく文際人」（国際センスの身につけ方を解説、担当部分14頁／全体616頁）
＜『自己啓発の技術！』1988年3月、日本実業出版社（江坂彰氏編）

- 「国際感覚と日本人」（ヒト・モノ・情報の国際化のなかの日本人を論じる、担当部分18頁／全体229頁）
＜『日本人はどう変わったのか」1987年9月、日本放送出版協会（祖父江孝男氏編）

- 「宗教とエスニシティ」（他人の国を論じ自分の研究態度を問う、担当部分12頁／全体263頁）
＜『民族とエスニシティ』（文化人類学）1985年12月、アカデミア出版会

- 'Nonverbal Glossary' （72種類のジェスチャーによるコミュニケーションの解説、担当部分9頁／全体2152頁）
＜『英和大辞典カラー・オックスフォード』1984年5月、福武書店

- 「特殊と普遍をつなぐ国際交流の道」（国際交流に活躍してきた日本人の紹介、担当部分12頁／全体267頁）
＜『国際交流の演出者』1983年9月、ティビーエス・ブリタニカ

- 「アメリカの再検証」（現代アメリカの新しい見方を解説、担当部分20頁／全体212頁）
＜『アメリカの再検証』（現代のエスプリ）1983年6月、至文堂

- 「アメリカ人と日本人」（日米関係をさまざまな局面で概説、担当部分16頁／全体216頁）
＜『アメリカ人と日本人』（現代のエスプリ）1982年9月、至文堂

- 「日本はショックを与えすぎている」（文化の有機的一部分としての経済論、担当部分2頁／全体223頁）
＜『科学と自由文明』1982年5月、学陽書房（松下正寿氏編）

- "Ways of Exressing Things", in The New Century English, vol II, 1981,Sanseido Publishing Co. 
（表現法の文化差の解説、担当部分6頁／201頁）

- 「"革命"の費用対効果比」（不安定社会と成熟社会の組織などについて論じる、担当部分11頁／251頁）
＜『80年代の価値と日本』1981年5月、教育出版センター（世界平和教授アカデミー編）

- 「中国人と日本人」（日中関係をさまざまな局面で概説、担当部分25頁／全体216頁）
＜『中国人と日本人』（現代のエスプリ）1981年1月、至文堂

- 「対中関係のかくれた次元」（日中交流の課題を論じ隠れた文化的相違を指摘、担当部分26頁／全体343頁）
＜『日本経済への提言』1980年9月、同友館（産業社会研究所編）

- 「国際理解教育の方法」（国際理解教育の新しい手法を具体的に提案、担当部分8頁／231頁）
＜『危機時代の日本文化』1980年6月、教育出版センター（世界平和教授アカデミー編）

- 「比較生活文化論からみた日本的採用」（『比較生活文化事典』による採用事情の国際比較論、担当部分19頁／全体428頁）
＜『企業と人材開発』1980年6月、日本リクルートセンター（同社創立20周年記念論集）

- 「国際化時代に対処する法（食習慣などとの関係で異文化適応を説く、担当部分8頁／162頁
＜『新入社員の自己啓発法』1980年4月、 ダイヤモンド社

- 「国際コミュニケーション」（国際コミュニケーションの諸問題の概説、担当部分18頁／全体212頁）
＜『国際コミュニケーション』（現代のエスプリ）1979年8月、至文堂

- 「私の英語学習法」（「傷は覚悟で討って出よ」と説く、担当部分4頁／全体207頁）
＜『英語研究法』1979年7月、研究社出版

- 「思考と行動における文化の意味」（いくつかの文化を表層から深層にわたって論じる、担当部分12頁／全体78頁）
＜『英語教育と文化』1979年6月、三省堂（中村敬氏ほか編）

- 'Culture Contexts： Translating in a Viable Way', The Teaching of English in Japan, ed by I. Koike et al, 1979, Eichosha Publishing Co （担当部分12頁／全体917頁）

- 「国際会議と日本人」（国際会議に見る日本人の言動の特徴を指摘、37頁／192頁）
＜『日本人の原点−心理・意識・行動』1978年5月、至文堂（大野晋氏ほか編）

- 「商社と若者の使命」（商社に就職希望の若者への指針を示す、担当部分24頁／全体285頁）
＜『商社−その現状と展望』1976年4月、毎日コミュニケーションズ（毎日新聞社編）

- 「ビジネス・ポイント」（＜『海外出張ビジネスハンドブック』ヨーロッパ編（基本的な注意点の指摘、担当部分5頁／214頁）、

アジア・オセアニア編（基本的な注意点の指摘、担当部分5頁／236頁）、アメリカ・カナダ編（基本的な注意点の指摘、担当部分15頁／218頁）、1974〜75年、日本航空（ダイヤモンド社編）
- 「国際化教育とカルチャー・ギャップ」（企業内訓練における国際化への対処法の提唱、担当部分17頁／全体281頁）
＜『国際化と企業内訓練』1974年7月、日本マネジメントスクール

- 「国際広報活動の理念」（官民における国際広報のあり方を提唱、担当部分16頁／全体217頁）
＜『国際広報活動の課題』1973年3月、日本経済調査協議会

- 「国際企業活動の日本的基盤」（日本的システムの国際的通用性を検証、担当部分6頁／全体144頁）
＜『日本型多国籍企業の探求』1972年7月、ダイヤモンド社（日本総合研究所編）

- 「大国志向の倫理と行動」（経済大国の道を行く日本の批判的分析、担当部分34頁／全体258頁）
＜『日本人の探究』1972年6月、日本能率協会（会田雄次氏編）

- 「情報時代の国際関係」（国際関係への取り組み方の理念と現実を論じる、担当部分20頁／全体238頁）
＜『情報化社会5：考える』1970年8月、毎日新聞社（林雄二郎氏ほか編）

- "In the Midst of Mist" (short story), in The Road Between, ed by ArmedForces Writers League, 1962, Hakuo Do（『樹下美人像』をめぐる英文創作、担当部分6頁／全体88頁）

※金山宣夫公式ホームページより記載

## 主要雑誌記事
（連載分だけを記し、別記ないものは月刊）
- 「発信型教育のすすめ」英語教育、1995年4月〜97年3月
- 「金山宣夫の協力現場探訪記」ＯＩＳＣＡ、1995年2月〜12月
- 「合理と非合理のあいだの健康と医療」東洋学園大学紀要、1994年〜96年
- 「開かれた発展の世界へ」ＬＤノート（月2回刊）、1991年4月〜92年3月
- 「文際レポート」輸送展望（季刊）、1991年冬〜92年秋
- 「"知交"時代の価値創造」経済往来、1987年8〜10月
- 「トレス海峡諸島の日々」無限大（季刊）、1986年夏〜1989年冬
- 「続・文化比較と文化接触の旅」まるべに、1986年4月〜88年3月
- 「文化としての宗教」ぢてんブックレット、1986年1月〜1991年2月
- 「エスニック・アメリカ」英語教育、1983年4月〜85年3月
- 「日本人の国際交渉−小村寿太郎と日露講和」世界日報、1981年7月14日〜82年4月2日
- 「金山宣夫・世界ところどころ」留学と会話、1981年7月〜82年5月
- 「オーストラリアの文化接触」英語教育、1981年4月〜82年3月
- 「文化の壁を超えて」（対談シリーズ）国際協力、1981年4月〜82年3月
- 「文化比較と文化接触の旅」まるべに、1981年4月〜82年3月
- 「オーストラリア通信」トレードピア、1981年1〜12月
- 「オーストラリアの実験と教訓」国際開発ジャーナル、1981年1〜3月
- 「海外の日本人−−食文化への適応」世界日報、1980年8月10日
- 「埋れた日本の外地体験」国際開発ジャーナル、1980年6〜10月
- 「ノンバーバル語ろう句」ビジネス・ビュー、1980年5月〜81年4月
- 「旧"満洲国"の日本人」国際交流（季刊）、1980年22〜23号（第6巻2〜3号）
- 「文化接触と非言語的言語」英語教育、1980年4月〜81年3月
- 「旅行者の文化接触」世界日報、1979年12月17日〜80年1月5日
- 「国際適応訓練」イングリッシュ・ジャーナル、1979年8〜12月
- 「忘れられゆく宝島・台湾」経済往来、1979年8〜10月
- 「文化接触としての言語教育」英語教育、1979年4月〜80年3月
- 「日本人と日本企業の将来像を求めて」マネジメント・ガイド、1978年7〜8月
- 「中国人と日本人の発想」経済往来、1978年4〜5月
- 「辞書にない意味」英語教育、1978年4月〜79年3月
- 「誌上国際適応訓練」経営コンサルタント、1978年2〜4月
- 「新・国際人の系譜」就職ジャーナル、1977年10月〜78年11月
- 「日英比較文化地図」英語教育、1977年4月〜78年3月
- 「日本の生存資源を求めて」経済往来、1977年1〜8月
- 「クロスカルチャー・マネジメント．ケース・スタディ」マネジメント、1976年10月〜77年1月
- 「比較ビジネス文化事典」月刊リクルート、1976年7月〜79年1月、80年1〜6月
- 「小村寿太郎と日露講和」国際コミュニケーション、1976年6月〜77年2月
- 「日米比較文化地図」英語教育、1976年4月〜77年3月
- 「比較生活文化事典」イングリッシュ・ジャーナル、1976年4月〜77年6月
- 「異文化のなかの日本人」無限大（隔月刊）、1976年3月〜77年5月
- 「企業文化と人間」月刊リクルート、1975年1〜12月
- 「精神的存在としての人材」月刊リクルート、1974年3〜4月
- 「企業社会の転換を女性に学べ」マネジメント、1974年4〜6月
- 「世界との対話」（対談シリーズ）週刊ダイヤモンド、1973年11月3日〜74年1月19日
- 「日本からの旅」産研ジャーナル、1973年6〜11月
- 「明日をつくる経営」（ピーター・ドラッカー氏と連続対談）近代経営、1973年4〜11月
- 「新しい日本経営の条件」マネジメント、1973年4〜6月
- 「宇宙テレビ時代の国際交渉」トレードピア、1972年11月〜73年9月
- 「私の日本論」マネジメント・ジャーナル、1972年7月〜73年5月
- 「モザイク社会の企業戦略」マネジメント、1972年3〜5月
- 「国際適応の視点と方法」トレードピア、1971年10月〜72年9月
- 「東と西、経営戦略の相違を探る」経済サロン、1971年4〜6月
- 'What Do Japanese Businessmen Mean by....？',The Economic Salon, November 1970〜 July 1971
- 「ハワイと日本語教育」ハワイ・タイムス（日刊）、1970年5月1日〜14日
- 「英会話の背景」ニュークレアス（隔月刊）、1969年8月〜70年9月
- 「国際コミュニケーション概説」ＮＨＫ英会話中級テキスト、1969年4〜9月
- 「世界を相手にする経営」はんえい、1968年4月〜69年3月
- 「私の古社寺めぐりから」トラベル・コンパニオン（隔月刊）、1960年1〜7月

※金山宣夫公式ホームページより記載

## 国際活動
アンケートやインタビューによる国際調査（＋印はその他の方法による近年の調査）
- 大学生の10年後観 2000年〜
The ten-years-after perspective of university students, 2000〜

- ＋消費経済いごの文明 1998年〜
Civilization after the consumption economy, 1998〜

- ＋イスラムの現代的文脈 1994年〜
Contemporary contexts of Islam, 1994〜

- 大学生のセクシュアリティ 1994〜95年
Sexuality of university students, 1994〜95

- パーティーのタブー 1994年
Taboos at the party, 1994

- ＋健康と医療の比較文化 1993〜95年
Comparative study of the cultures of health and medical services, 1993〜95

- ＋旅行とツーリズムの現代的文脈 1992年〜
Contemporary contexts of traveling and tourism, 1992〜

- ＋相互反応型教育の理念と方法 1992年〜
Ideas and methods of interactive education, 1992〜

- 中国語の辞書にない意味 1986年〜
Semantic contexts of Chinese words and phrases, 1986〜

- メルボルンの有職日本人妻 1980〜81年
Working Japanese wives in Melbourne, 1980 〜81

- オーストラリア・ビクトリア州における日本語教育 1980〜81年
Teaching Japanese in Victoria, Australia, 1980〜81

- オーストラリアの日本企業における現地人職員の雇用慣行と動機づけ 1980〜81年
The employment practices and motivations of Australian staff in Japan- originated companies, 1980〜81

- オーストラリアにおける移民の適応 1980〜81年
Immigrants' adaptation in Australia, 1980 〜81

- オーストラリア人の生活と意見 1980〜81年
Australians' life and views, 1980 〜81

- ノンバーバルにかんする国際調査 1980〜83年
Nonverbal communications, 1980〜83

- 「文化事典」方式による東アジア現代文化の研究 1978〜81年
Study on contemporary East Asian cultures by using a common comparative format, 1978〜81

- 在日外国人の「文化的衝撃」と日本観 1975〜中断
The `culture shocks' and views toward Japan among foreigners living in Japan, 1975 〜 suspended

- 共通項目による社会文化的特徴の国際比較 1975〜
International comparison of sociocultural traits by a common list of items, 1975〜

- 日本人と「日本的経営」にたいする外国人の態度 1974〜75年
The attitude of foreigners toward the Japanese and'Japanese management', 1974〜75

- 外国における管理上の問題点と対処法 1973〜74年
Problems and measures in business management in different countries, 1973〜74

- 外国人との交渉における問題点と対処法 1972年
Problems and measures in dealing with people from different countries, 1972

※金山宣夫公式ホームページより記載

## 文化接触と社会変化にかんする現地調査
- 中央ヨーロッパ Middle Europe, 2015年
- 北イタリアと西北フランス North Italy and North-West France, 2015年
- ギリシャ Greece, 2014年
- 南西フランスと北スペイン South-West France andNorth Spain, 2014年
- エティオピア Ethiopia, 2013年
- 日本本州北部NorthernRegin、Mainland Japan, 2008年
- 西アフリカ West Africa, 2007年
- バルト三国 Three Baltic States, 2000年
- 南アフリカ South Africa,1999年
- バングラデシュ Bangladesh,1994年
- キューバ Cuba,1993年
- イラン Iran,1992年
- 北朝鮮 North Korea, 1992年
- 中国東北 North-Eastern Region, China, 1986年
- トレス海峡諸島 Torres Strait Islands, 1981年
- 北部特別州（オーストラリア）Northern Territory, Australia,　1980〜81 年
- ブラックビル村（オーストラリア）Blackville Village, Australia,　1980年
- ノーフォーク島 Norfolk Island,　1980年
- ギリシア Greece,1980年
- 台湾とくにランユー島 Taiwan, particularly Lanyu Island（Botel Tobago）,1979年
- モンゴル Mongolia, 1978年
- 中国東北 North-Eastern Region, China, 1976年
- ハワイ Hawaii, 1969〜70年

※金山宣夫公式ホームページより記載

## 主要国際会議参加
- バングラデシュ・日本協力20周年セミナー、1994年、ダッカ
- 第2回年アジア太平洋文化シンポジウム、1987年、奈良
- 第1回年アジア太平洋文化シンポジウム、1986年、台北
- 第13回世界平和国際会議、1983年、台北
- 国際シンポジウム「アジアの経営」、1983年、東京
- 国際シンポジウム「アジアの近代化と民族文化の発見」、1983年、東京
- 第4回学際研究会議、1982年、東京
- 第3回学際研究会議、1981年、東京
- 第10回科学統一国際会議、1981年、ソウル
- 第2回学際研究会議、1980年、東京
- 第1回学際研究会議、1979年、東京
- 第9回世界平和国際会議、1979年、ソウル
- 異文化間コミュニケーションにかんする日米研究共同会議、1974年、福島県二本松
- アジア生産性機構トップマネジメント・シンポジウム、1973年、東京
- 日本の組織構造と意思決定にかんする日米会議、1973年、ハワイ・マウイ
- 第3回日米関係民間会議（下田会議）、1972年、静岡県下田
- ハワイ紀元2000年会議、1970年、ホノルル
- 第5回原水爆禁止世界大会、1959年、東京ほか
- 第4回原水爆禁止世界大会、1958年、東京ほか

※金山宣夫公式ホームページより記載

## 主要海外ミッションなど参加
- 海外派遣システム・エンジニア養成研修タイ・セミナー,1985年、海外通信 ・放送コンサルティング協力主催
- 訪中友好青年の船、1976年、日本青年団協議会主催
- ＪＣ青年の船、1976年、日本青年会議所主催
- ジュニア・リーダー洋上研修団、1974年、日本経済青年協議会主催
- ジュニア・リーダー洋上研修団、1972年、日本経済青年協議会主催
- 企業戦略特別調査団、1971年、日本総合研究所主催
- テクノエコノミックス研修団、1971年、三菱総合研究所主催
- 米国研究開発視察団、1970年、日本マネジメントスクール主催
- 産業予測特別調査団、1969年、科学技術と経済の会主催
- 全米自動車労働組合（UAW）視察交流団、1969年、ＵＡＷ主催
- 東南アジア産業視察団、1968年、日本生産性本部主催
- 東南アジア産業視察団、1967年、日本生産性本部主催

※金山宣夫公式ホームページより記載

## 訪問国
（＊印は5回以上訪問）
- アイルランド　Ireland
- アメリカ USA ＊
- アルゼンチン Argentina
- アンドラ Andorra
- イギリス UK
- イスラエル Israel
- イタリア Italy ＊
- イラク Iraq
- イラン Iran
- インド India
- インドネシア Indonesia ＊
- ウクライナ Ukraine
- ウズベキスタン Uzbekistan
- エジプト Egypt
- エティオピア Ethiopia
- エストニア Estonia
- オーストラリア Australia
- オーストリア Austria
- オランダ Netherlands
- カザフスタン Kazakstan
- ガーナ Ghana
- カナダ Canada
- 韓国 South Korea ＊
- カンボジア Cambodia
- 北朝鮮 North Korea
- キューバ Cuba
- ギリシア Greece
- クロアチア Croatia
- コートディボワール Côte d'Ivoire
- ザンビア Zambia
- サンマリノ San Marino
- シリア Syria
- シンガポール Singapore ＊
- ジンバブエ Zimbabwe
- スイス Switzerland
- スウェーデン Sweden
- スペイン Spain
- スリランカ　Sri Lanka
- スロベニア Slovenia
- セネガル Senegal
- セルビア Serbia
- スロバキア Slovakia
- ソロモン Solomon,
- タイ Thailand ＊
- 台湾 Taiwan ＊
- タジキスタン Tadzhikistan
- 中国 China ＊
- チェコ Czech
- デンマーク Denmark
- トーゴ Togo
- トルクメニスタン Turkmenistan
- トルコ Turkey
- ドイツ Germany
- ナイジェリア Nigeria
- ナミビア Namibia
- ニュージランド New Zealand
- ネパール Nepal
- ノルウェー Norway
- パキスタン Pakistan
- バチカン Vatican
- バヌアツ Vanuatu
- パプアニューギニア Papua New Guinea
- ハンガリー Hungary
- バングラデシュ Bangladesh
- 東ドイツ East Germany
- フィジー Fiji
- フィリピン Philippines ＊
- フィンランド Finland
- ブラジル Brazil
- フランス France
- ブルガリア Bulgaria
- ブルキナファソ Burkina Faso
- ブルネイ Brunei
- ベトナム Vietnam
- ベナン Benin
- ペルー Peru
- ベルギー Belgium
- ボスニアヘルツェゴビナ Bosinia and Herzegovina
- ボツワナ Botswana
- ポーランド Porland
- ポルトガル Portugal
- ホンコン Hong Kong ＊
- マカオ Macau
- マリ Mali
- マルタ Malta
- マレーシア Malaysia ＊
- 南アフリカ South Africa
- ミャンマー Myanmar
- メキシコMexico ＊
- モナコ Monaco
- モロッコ Morocco
- モンゴル Mongolia
- ヨルダン Jordan
- ラオス Laos
- ラトビア Latvia
- リトアニア Lithuania
- リヒテンシュタイン Liechitenstein
- ルーマニア Rumania
- ルクセンブルク Luxembourg
- レバノン Lebanon
- ロシア Russia ＊

※金山宣夫公式ホームページより記載

## 海外生活経験
- オーストラリア Australia（6か月 six months)
- アメリカ USA（14か月 fourteen months）

※金山宣夫公式ホームページより記載